# 霍氏弱蜥魚
霍氏弱蜥魚為輻鰭魚綱仙女魚目青眼魚亞目崖蜥魚科的一種，分布於印度洋及太平洋海域，屬深海底棲性魚類，深度可達0-600公尺，體長可達14公分，棲息在底層水域，生活習性不明。

## 擴展閱讀
維基物種上的相關：霍氏弱蜥魚